# Torgau-Oschatz (district)
Districtul Torgau-Oschatz este un Kreis în landul Saxonia, Germania. 